# Gençali, Senirkent
Gençali là một xã thuộc huyện Senirkent, tỉnh Isparta, Thổ Nhĩ Kỳ. Dân số thời điểm năm 2011 là 762 người.